# Johan 1. Josef af Liechtenstein
Johann 1. Josef af Liechtenstein (26. juni 1760 – 20. april 1836) var den 10. fyrste af Liechtenstein. Han regerede fra 1805 til 1806 og igen fra 1814 til 1836. 
Han var den sidste fyrste af Liechtenstein, der regerede under det Tysk-romerske rige og var regent af Liechtenstein 1806–1814. I 1806 indlemmede Napoleon 1. af Frankrig Liechtenstein i Rhinforbundet og gjorde det til et selvstændigt land. På Wienerkongressen blev selvstændigheden anerkendt og landet blev medlem af Tyske forbund i 1815. Dette medlemskab stadfæstede Liechtensteins selvstændighed. I 1818 gav han Liechtenstein sin første forfatning.

## Børn
Johann 1. Josef fik 15 børn med Josepha Sophie von Furstenberg-Weitra:
- Prinsesse Leopoldine Maria (11. september 1793-28. juli 1808)
- Prins Karoline  (f. 2. februar 1795); død som spæd
- Fyrst Alois II – (26. maj 1796-12. november 1858)
- Prinsesse Sophie Marie (5. september 1798-27. juni 1869).
- Prinsesse Marie Josephine (11. januar 1800-14. juni 1884)
- Prins Franz (25. februar 1802-31. marts 1887).
- Prins Karl Johann (14. juni 1803-12. oktober 1871).
- Prinsesse Klotilde (19. august 1804-27. januar 1807)
- Prinsesse Henriette (1. april 1806-15. juni 1876).
- Prins Friedrich (21. september 1807-1. maj 1885).
- Prins Eduard Franz (22. februar 1809-27. juni 1864).
- Prins August Ludwig (22. april 1810-27. maj 1884)
- Prins August Ignaz  (22. april 1810-1824)
- Prinsesse Ida Leopoldine (12. september 1811-1884)
- Prins Rudolf (5. oktober 1816-19. juni 1848)

| Foregående: Alois I | Fyrste af Liechtenstein 1805–36 | Efterfølgende: Alois II |